# كان وأخواتها

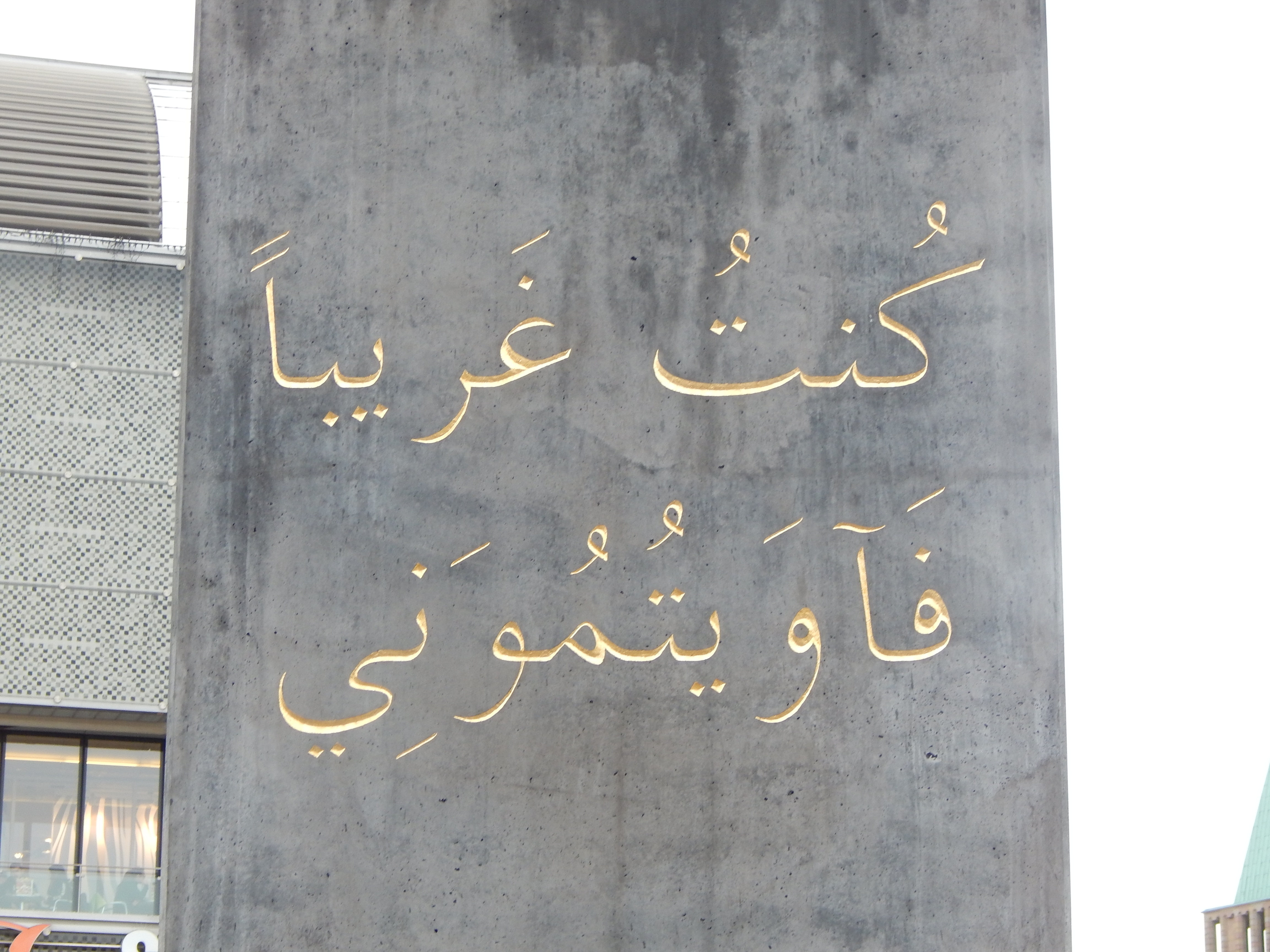

كان وأخواتها أو الأفعال الناقصة (وقد سمّيت ناقصة لأنها لا تكتفي بمرفوعها، أي لا تتمّ الفائدة بها والمرفوع بعدها، بل تحتاج مع المرفوع إلى منصوب) في اللغة العربية هي أفعال ناسخة تدخل على الجملة الاسمية فترفع المبتدأ ويسمى اسمها وتنصب الخبر ويسمى خبرها (مثال: كان خالدٌ مريضًا). من الأفعال الناقصة أصبح، أضحى، ظل، أمسى، بات، ما برح، ما انفك، ما زال، ما فتئ، ما دام، صار وليس.
ذكرها محمد بن أب الشنقيطي في كتابه نظم المقدمة الآجرومية في علم النحو:
كما ذكرها العمريطي في كتابه الدرة البهية في نظم الآجرومية:

## أقسامها
| كان وأخواتها | كان وأخواتها | كان وأخواتها |
| تامَّة التَّصرُّف  | ناقصة التصرف | الجامدة      |
| ------------ | ------------ | ------------ |
| كان          | ما برح       | ما دام       |
| أصبح         | ما انفك      | ليس          |
| أضحى         | ما زال       | ما ظل        |
| أمسى         | ما فتئ       |              |
| بات          |              |              |
| ظلَّ           |              |              |
| صار          |              |              |

### أفعال تامة التصرف (كاملة التصرف)
المقصود بكلمة تامة التصرف هي الأفعال التي يأتي منها الماضي والمضارع والأمر، وهي: 
- كَانَ: يكون - كن (اتصاف الاسم بالخبر في الزمن الماضي أو في الحال والاستقبال)، نحو: ﴿كَانَ النَّاسُ أُمَّةً وَاحِدَةً فَبَعَثَ اللَّهُ النَّبِيِّينَ مُبَشِّرِينَ وَمُنْذِرِينَ﴾ [البقرة:213] و﴿وَهُوَ الَّذِي خَلَقَ مِنَ الْمَاءِ بَشَرًا فَجَعَلَهُ نَسَبًا وَصِهْرًا وَكَانَ رَبُّكَ قَدِيرًا ۝٥٤﴾ [الفرقان:54]
- أَصْبَحَ: يُصْبِحُ - أَصْبِحْ (إفادة حدوث الخبر في وقت الصباح)، نحو: ﴿وَأَصْبَحَ فُؤَادُ أُمِّ مُوسَى فَارِغًا إِنْ كَادَتْ لَتُبْدِي بِهِ لَوْلَا أَنْ رَبَطْنَا عَلَى قَلْبِهَا لِتَكُونَ مِنَ الْمُؤْمِنِينَ ۝١٠﴾ [القصص:10]
- أَضْحَى: يَضْحَى - أضْحِ (إفادة حدوث الخبر في وقت الضحى)، نحو قَوْلِ النابغة الذبياني:

- أَمْسَى: يُمْسِي - أمْسِ (إفادة حدوث الخبر في وقت المساء)، نحو قَوْلِ عاطف السيد:

- بَاتَ: يَبِيتُ - بِتْ (إفادة حدوث الخبر في وقت الليل)، نحو: ﴿وَالَّذِينَ يَبِيتُونَ لِرَبِّهِمْ سُجَّدًا وَقِيَامًا ۝٦٤﴾ [الفرقان:64]
- ظَلَّ: يَظَلُّ - ظَلْ (إفادة حدوث الخبر في وقت النهار)، نحو: ﴿وَإِذَا بُشِّرَ أَحَدُهُمْ بِالْأُنْثَى ظَلَّ وَجْهُهُ مُسْوَدًّا وَهُوَ كَظِيمٌ ۝٥٨﴾ [النحل:58]
- صَارَ: يَصِيرُ - صِرْ (للتحول)، نحو قَوْلِ المتنبي:

وتفيد هذه الأفعال الحدث بوقت مخصوص كالصباح والمساء.

### أفعال ناقصة التصرف
المقصود بالأفعال ناقصة التصرف هي الأفعال التي لا يأتي منها إلا المضارع والماضي، وهي:
- مَا بَرِحَ: لا يبرح (للاستمرار)، نحو قَوْلِ عاطف السيد:

وقَوْلِ محمد مهدي الجواهري:
- مَا انْفَكَّ: لا ينفك (للاستمرار)، نحو قَوْلِ عاطف السيد:

- مَا زَالَ: لا يزال (للاستمرار)، نحو قَوْلِ أَبِي تَمَّامٍ:

- مَا فَتِئَ: لا يفتأ (للاستمرار)، نحو قَوْلِ عاطف السيد:

وقَوْلِ أبي العلاء المعري:

### أفعال جامدة
هي الأفعال التي لا يأتي منها إلا صيغة واحدة وهي صيغة الماضي، وهي:
- مَا دَامَ (للظرفية بمعنى مدة دوام)، نحو قَوْلِ الحَلَّاجِ:

- لَيْسَ (للنفي)، نحو قَوْلِ ابْنِ الرُّومِيِّ:

وقَوْلِ نِزَارٍ القَبَّانِيِّ:
وقَوْلِ السَّمَوْأَلِ:
- مَا ظَلَّ ( لقلة الاستمرار)، نحو قَوْلِ محمد بن نمير الثقفي:

### أفعال بمعنى صار (أخوات صار)
جاءت ستة أفعال أجرتها العرب مجرى كان في رفع الاسم ونصب الخبر، هي بمعنى صَارَ، وهي:
- آضَ، نحو قول المرقش الأكبر:[3][4]

- عَادَ، نحو قول ربيعة بن مقروم:[3]

حيث "رَمِيمًا" خَبَرُ "عَادُوا"، أمَّا "يَكُونُوا" فهي تامة المعنى.
- غَدَا، نحو قَوْلِ ابْنِ دُنَيْنِيرٍ:

- رَاحَ، نحو قَوْلِ السَّلَيْكِ بْنِ السُّلَكَةِ:

- جَاءَ، نحو قول الخوارج لابن عباس: "مَا جَاءَتْ حَاجَتُكَ؟"، أي "ما صارت حاجتك؟"[3]
- قَعَدَ، نحو قوله تعالى:[3] ﴿لَا تَجْعَلْ مَعَ اللَّهِ إِلَهًا آخَرَ فَتَقْعُدَ مَذْمُومًا مَخْذُولًا ۝٢٢﴾ [الإسراء:22]

اسم الفعل الناقص يمكن أن يكون:
1. اسماً ظاهراً
2. ضميراً
3. ضميراً مستتراً
4. مصدراً مؤولاً

خبر الفعل الناقص يمكن أن يكون:
1. اسماً مفرداً
2. جملة ( جملة اسمية-جملة فعلية )
3. شبه جملة (جاراً ومجروراً - أو ظرفاً)

يرفع اسم كان بالضمة الظاهرة إذا كان:
- اسم مفرد
- جمع مؤنث سالم
- جمع تكسير

يرفع اسم كـان بالضمة المقدرة إذا كان:
- اسم مقصورا
- اسم منقوصا

يرفع اسم كان بالألف إذا كان :
- مثنى

يرفع اسم كان بالواو إذا كان :
- جمع مذكر سالم

ينصب خبر كان بالفتحة الظاهرة إذا كان :
- اسم مفرد
- جمع تكسير

ينصب خبر كان بالفتحة المقدرة بسبب :
- حرف الجر الزائد

ينصب خبر كان بالياء إذا كان:
- مثنى
- جمع مذكر سالم

ينصب خبر كان بالكسرة إذا كان :
- جمع مؤنث سالم